# Emil Lang (Jagdflieger)
Emil Lang (* 14. Januar 1909 in Thalheim, Bayern; † 3. September 1944 bei Overhespen,  Belgien) war ein deutscher Jagdflieger und Offizier der Luftwaffe im Zweiten Weltkrieg. Er erzielte 173 anerkannte Luftsiege, 144 an der Ostfront und 29 an der Westfront bei insgesamt 403 Kampfeinsätzen. Die Anzahl seiner Abschüsse machte ihn zu einem Fliegerass und brachte ihm zwei Erwähnungen im Wehrmachtbericht sowie eine Erwähnung in der Deutschen Wochenschau. Außerdem erschien er auf dem Titelbild der Berliner Illustrierten Zeitung vom 13. Januar 1944. In Erinnerung ist er vor allem für den Rekord, 18 Flugzeuge an einem Tag abgeschossen zu haben.

## Ausbildung
Schon vor dem Zweiten Weltkrieg war Emil Lang Flugzeugführer und flog für die Deutsche Lufthansa AG. Dort bekam Lang auch seinen Spitznamen „Bully“ wegen seines bulligen Aussehens.
Lang wurde am 4. Januar 1938 Reservist der Luftwaffe und wurde am 26. August 1939 in den aktiven Dienst übernommen. Er diente als Transportpilot bei der Fliegerhorstkompanie in Gablingen und flog Einsätze in Norwegen, Frankreich, Kreta und Nordafrika. Am 1. November 1941 wurde er zum Leutnant befördert.

## Zweiter Weltkrieg
Lang wurde vom 3. Juli 1942 bis zum 14. August 1942 an der Jagdfliegervorschule 1 und anschließend bis zum 5. Januar 1943 an der Jagdfliegerschule 5 ausgebildet.
Er wurde am 6. Januar 1943 der Jagdgruppe Ost und dort am 11. Februar dem Jagdgeschwader 54 zugeteilt. Lang flog in der 1./JG 54 (1. Staffel im JG 54) und war mit seinen 34 Jahren relativ alt für einen Neuling als Jagdflieger. Seine ersten drei Luftsiege erzielte er bereits im März 1943. Dann wurde er zur 5. Staffel im JG 54 versetzt und wurde dort am 20. August 1943 Staffelkapitän. Offiziell übernahm er die Position, nachdem sein Vorgänger Oberleutnant Max Stotz am 19. August nach einem Einsatz vermisst wurde.
Noch vor Ende des Jahres hatte Lang mehr als 100 Abschüsse erreicht, 72 erzielte er im Kampfraum Kiew in drei Wochen im Oktober und November 1943. Er war der 58. Flugzeugführer der Luftwaffe, der die Einhundertermarke erreichte. Diese Serie von Mehrfachsiegen schloss zehn Luftsiege am 13. Oktober 1943 und zwölf (Luftsieg 61–72) in drei Einsätzen am 21. Oktober 1943 mit ein. Daraufhin wurde Lang das erste Mal im Wehrmachtsbericht erwähnt. Während dieser Schlacht um Kiew stellte Lang den Weltrekord für erzielte Abschüsse innerhalb eines Tages auf, als er am 3. November 1943 in vier Einsätzen 18 Flugzeuge abschoss. Nach insgesamt 119 Luftsiegen wurde Lang am 22. November 1943 das Ritterkreuz des Eisernen Kreuzes und drei Tage später das Deutsche Kreuz in Gold verliehen.
Am 9. April 1944 wurde Oberleutnant Lang Staffelkapitän der 9./JG 54. Diese Staffel war in Frankreich stationiert, wurde in der Reichsverteidigung eingesetzt und nahm ab dem 6. Juni in der Normandie an den Kämpfen gegen die Alliierten teil. Am 11. April 1944, nach 144 Luftsiegen an der Ostfront, wurde ihm das Ritterkreuz des Eisernen Kreuzes mit Eichenlaub verliehen. Er war der 448. Empfänger dieser Auszeichnung. Die Zeremonie fand am 5. Mai 1944 in Hitlers Berghof auf dem Obersalzberg statt.
Im Juni 1944 gelangen Lang weitere 15 Luftsiege, darunter seinen 150. - eine P-47 Thunderbolt am 14. Juni, vier P-51 Mustang, die er innerhalb von vier Minuten am 20. Juni 1944 abschoss und vier weitere P-51 am 24. Juni. Inzwischen zum Hauptmann befördert, wurde Lang am 28. Juni 1944 zum Gruppenkommandeur der II. Gruppe im Jagdgeschwader 26. Seine letzten drei Luftsiege (171–173) erzielte Lang in zwei Einsätzen über Spitfires am 26. August 1944. Seine Opfer gehörten wahrscheinlich zum 421. Geschwader der Royal Canadian Air Force und zum 341. Geschwader der Royal Air Force.

## Tod
Emil Lang wurde am 3. September 1944 während eines Einsatzes abgeschossen und starb, als seine Fw 190 A-8 mit der Werknummer 171 240 „Grüne 1“ auf einem Feld bei Overhespen aufschlug und explodierte. Bereits beim Start in Melsbroek um 13:20 Uhr hatte Lang mechanische Probleme. Zehn Minuten später hatte Lang immer noch Schwierigkeiten sein Fahrwerk einzufahren. Als sie in einer Höhe von 200 Metern flogen, warnte Langs Flügelmann, Unteroffizier Hans-Joachim Borreck ihn vor einer P-47 Thunderbolt hinter ihnen. Lang wich nach oben links aus. Leutnant Alfred Groß sah Langs Fw 190 mit noch ausgefahrenem Fahrwerk brennend abstürzen, verlor sie aber aus den Augen, als er wegen eines Treffers selbst aussteigen musste. Untersuchungen sowohl deutscher als auch amerikanischer Unterlagen führen zu der Vermutung, dass Borreck und Groß sich geirrt und ihre Gegner falsch identifiziert haben. Die P-51 Mustangs des 338. Geschwaders der USAAF fingen eine Gruppe von drei bis sechs Focke-Wulfs ab. Lieutenant Darrell Cramer schoss mit Vorhalt auf die Focke-Wulf links, die über Kopf abstürzte und auf dem Boden aufschlug. Das war zweifellos Emil Lang.
Am 28. September 1944 stellte sein Vorgesetzter Geschwaderkommodore Josef Priller einen Antrag, um für Lang die posthume Beförderung zum Major zu erreichen und beschrieb Langs Charakter wie folgt:

„Hauptmann Lang ist ein voll ausgereifter Charakter, ernst und ruhig im Auftreten, aber bestimmt und energisch, wann immer es nötig war. Er hatte eine sehr gute Einstellung als Offizier mit höchsten Anforderungen an sich selbst. Er versteht es, die Männer unter seinem Kommando richtig zu erreichen. Hauptmann Lang besitzt einen vorbildlichen Dienstgedanken, verfügt über ein hohes Maß an Eigeninitiative und Improvisationstalent und ist im nationalsozialistischen Gedankengut verwurzelt.“

Der Kommandeur des II. Jagdkorps, Generalleutnant Alfred Bülowius, stimmte dieser Bewertung zu. Trotz dieser Empfehlungen wurde Lang nicht posthum zum Major befördert.

## Werdegang

### Wehrmachtbericht
| Datum      | Originaltext im Wehrmachtsbericht |
| ---------- | --- |
| 22.10.1943 | Leutnant Lang, Staffelführer in einem Jagdgeschwader, errang gestern zwölf Luftsiege. |
| 30.08.1944 | Eine Jagdgruppe unter Führung von Hauptmann Lang schoss im Westkampfraum seit Invasionsbeginn 100 feindliche Flugzeuge ab und zeichnete sich auch bei Tiefangriffen gegen den Feind besonders aus. |

Darüber hinaus wird Emil Lang in der Deutschen Wochenschau Nummer 693 vom 17. Dezember 1943 gezeigt: „Ein erfolgreicher Jagdflieger wird vom Bodenpersonal beglückwünscht. […] Staffelkapitän Leutnant Lang schoss bei diesem Einsatz acht Feindflugzeuge ab und errang damit seinen 100. Luftsieg.“

### Beanspruchte Luftsiege
Laut des US Historikers David T. Zabecki, hatte Emil Lang 173 Luftsiege. Mathews and Foreman, Autoren von Luftwaffe Aces — Biographies and Victory Claims, durchforschten das Bundesarchiv und fanden Unterlagen für 172 Luftsiege. In dieser Zahl sind 141 Luftsiege an der Ostfront und 31 an der Westfront enthalten, darunter ein viermotoriger Bomber.
Die Luftsiege wurden in einer Referenz zu Planquadraten protokolliert (PQ = Planquadrat), z. B. „PQ 36 Ost 00333“. Das Jägermeldenetz der Luftwaffe deckte ganz Europa, das westliche Russland und Nordafrika ab und bestand aus Rechtecken mit einer Größe von 15 Minuten Geographischer Breite und 30 Minuten Geographischer Länge, was eine Fläche von 930 km² entspricht. Diese Flächen wurden dann in 36 kleinere Einheiten unterteilt, um ein Gebiet von 3 × 4 km Größe zu erhalten.
| Chronik der Luftsiege | Chronik der Luftsiege | Chronik der Luftsiege | Chronik der Luftsiege | Chronik der Luftsiege | Chronik der Luftsiege                                  | Chronik der Luftsiege | Chronik der Luftsiege | Chronik der Luftsiege | Chronik der Luftsiege | Chronik der Luftsiege | Chronik der Luftsiege                                   |
| --- | --------------------- | --------------------- | --------------------- | --------------------- | ------------------------------------------------------ | --------------------- | --------------------- | --------------------- | --------------------- | --------------------- | ------------------------------------------------------- |
| Dies und das ♠ (Pikass) zeigt die Luftsiege, die Lang zu einem 'Ass an einem Tag' machten, einem Jagdflieger, der fünf oder mehr feindliche Flugzeuge an einem Tag abgeschossen hat. Dies und das ! (Ausrufungszeichen) bezeichnet die von Prien, Stemmer, Rodeike und Bock aufgeführten Luftsiege. Dies und das # (Hash) zeigt die von Mathews und Foreman aufgelisteten Luftsiege an. Dies und der * (Stern) zeigt die von Caldwell aufgelisteten Luftsiege an. Dies und das ? (Fragezeichen) weist auf Informationsabweichungen hin, die von Prien, Stemmer, Rodeike, Bock, Mathews und Foreman aufgeführt wurden. |                       |                       |                       |                       |                                                        |                       |                       |                       |                       |                       |                                                         |
| Anspruch! | Anspruch#             | Datum                 | Zeit                  | Flugzeugtyp           | Ort                                                    | Anspruch!             | Anspruch#             | Datum                 | Zeit                  | Flugzeugtyp           | Ort                                                     |
| – 5. Staffel des Jagdgeschwaders 54 – |                       |                       |                       |                       |                                                        |                       |                       |                       |                       |                       |                                                         |
| 1 | 1                     | 23. März 1943         | 11:10                 | MiG-3                 | PQ 36 Ost 00333 Umgebung von Puschkin                  | 12                    | 12                    | 30. Juli 1943         | 08:50                 | P-39                  | PQ 36 Ost 10194 östlich von Mga                         |
| 2 | 2                     | 30. Mai 1943          | 20:19                 | P-40                  | PQ 36 Ost 10151 südöstlich von Schlüsselburg           | 13                    | 13                    | 1. August 1943        | 05:20                 | P-39                  | PQ 36 Ost 10144 südlich von Schlüsselburg               |
| 3 | 3                     | 30. Mai 1943          | 20:26                 | P-40                  | PQ 36 Ost 10243 25 km ost-südöstlich von Schlüsselburg | 14                    | 14                    | 1. August 1943        | 05:28                 | P-39                  | PQ 36 Ost 10163 südöstlich von Schlüsselburg            |
| 4 | 4                     | 13. Juli 1943         | 09:05                 | Il-2                  | PQ 35 Ost 63231 40 km südwestlich von Beljow           | 15                    | 15                    | 1. August 1943        | 12:34                 | P-39                  | PQ 36 Ost 10142 südlich von Schlüsselburg               |
| 5 | 5                     | 13. Juli 1943         | 09:08                 | Il-2 m.H.?            | PQ 35 Ost 63252 40 km ost-südöstlich von Orjol         | 16                    | 16                    | 1. August 1943        | 12:39                 | P-40                  | PQ 36 Ost 10172 Umgebung von Mga                        |
| 6 | 6                     | 13. Juli 1943         | 19:05                 | La-5                  | PQ 35 Ost 64763                                        | 17                    | 17                    | 13. September 1943    | 12:48                 | Pe-2?                 | PQ 35 Ost 26521 40 km nördlich von Moschna              |
| 7 | 7                     | 17. Juli 1943         | 13:42                 | LaGG-3                | PQ 35 Ost 64894 25 km südöstlich von Mzensk            | 18                    | 18                    | 14. September 1943    | 16:40                 | Jak-7                 | PQ 35 Ost 25693 25 km ost-südöstlich von Potschinok     |
| 8 | 8                     | 17. Juli 1943         | 13:44                 | LaGG-3                | PQ 35 Ost 63221 40 km östlich von Oryol                | 19                    | 19                    | 15. September 1943    | 09:10                 | P-39                  | PQ 35 Ost 25494 15 km westlich von Jelnja               |
| 9 | 9                     | 20. Juli 1943         | 19:05                 | P-39                  | PQ 35 Ost 64584 20 km westlich of Mzsensk              | 20                    | 20                    | 15. September 1943    | 09:15                 | Il-2 m.H.             | PQ 35 Ost 25492 15 km westlich von Jelnja               |
| 10 | 10                    | 20. Juli 1943         | 19:07                 | P-39                  | PQ 35 Ost 64594 10 km westlich von Mzsensk             | 21                    | 21                    | 15. September 1943    | 10:45                 | La-5                  | PQ 35 Ost 25633 25 km südwestlich von Jelnja            |
| 11 | 11                    | 28. Juli 1943         | 11:10                 | La-5                  | PQ 36 Ost 10314 10 km südlich von Mga                  |                       |                       |                       |                       |                       |                                                         |
| Nach Prien, Stemmer, Rodeike und Bock, sind in den Aufzeichnungen der Gruppe II zwischen dem 18. September und dem 3. Oktober 1943 keine Siegesansprüche aufgeführt, obwohl mindestens 26 Luftsiege errungen wurden. Zu diesen fehlenden Aufzeichnungen gehören Langs Luftsiege 22 bis 25, einschließlich eines Anspruches am 27. September 1943. |                       |                       |                       |                       |                                                        |                       |                       |                       |                       |                       |                                                         |
| 26 | 22                    | 4. Oktober 1943       | 16:07                 | LaGG-3                | nordöstlich von Tschornobyl                            | 87♠                   | 83                    | 23. Oktober 1943      | 15:35                 | La-5                  | östlich von Chodoriw                                    |
| 27 | 23                    | 5. Oktober 1943       | 16:05                 | Jak-9                 | südlich von Gorostaipol                                | 88                    | 84♠                   | 24. Oktober 1943      | 14:46                 | Yak-7                 | nordöstlich von Khodoriv                                |
| 28♠ | 24                    | 7. Oktober 1943       | 11:17                 | La-5                  | nordöstlich von Gorostaipol                            | 89                    | 85♠                   | 24 October 1943       | 14:48                 | Yak-7                 | nordwestlich von Khodoriv                               |
| 29♠ | 25                    | 7. October 1943       | 11:28                 | La-5                  | ost-nordöstlich von Stracholessje                      | 90                    | 86♠                   | 24. Oktober 1943      | 14:49                 | Yak-7                 | östlich von Iwankow                                     |
| 30♠ | 26                    | 7. Oktober 1943       | 11:31                 | La-5                  | nordöstlich von Stracholessje                          | 91                    | 87♠                   | 24. Oktober 1943      | 14:51                 | La-5                  | östlich von Khodoriv                                    |
| 31♠ | 27                    | 7. Oktober 1943       | 14:03                 | La-5                  | nordöstlich von Stracholessje                          |                       | 88♠                   | 24. October 1943      | 14:56                 | Yak-7                 | östlich von Khodoriv                                    |
| 32♠ | 28                    | 7. Oktober 1943       | 14:10                 | La-5                  | östlich von Gubin                                      | 92                    | 89                    | 25. October 1943      | 14:46                 | La-5                  | nord-nordöstlich von Balnowka                           |
| 33 | 29                    | 8. Oktober 1943       | 06:08                 | LaGG-3                | nordöstlich von Khodoriv                               | 93                    | 90                    | 25. Oktober 1943      | 14:47                 | La-5                  | nordöstlich von Gussenzow                               |
| 34 | 30                    | 8. Oktober 1943       | 06:10                 | La-5                  | nördlich von Khodoriv                                  | 94♠                   | 91                    | 2. November 1943      | 15:05                 | Yak-7                 | westlich von Voropayevo                                 |
| 35 | 31                    | 8. Oktober 1943       | 06:13                 | La-5                  | nordöstlich von Gussenoye                              | 95♠                   | 92                    | 2. November 1943      | 15:06                 | Yak-7                 | westlich von Voropayevo                                 |
| 36 | 32                    | 9. Oktober 1943       | 12:30                 | La-5                  | südlich von Gruschevo                                  | 96♠                   | 93                    | 2. November 1943      | 15:07                 | Yak-9                 | östlich von Lyutezh                                     |
| 37 | 33                    | 9. Oktober 1943       | 16:08                 | La-5                  | nördlich von Gruschevo                                 | 97♠                   | 94                    | 2. November 1943      | 15:10                 | Yak-9                 | nördlich von Novosselk                                  |
| 38 | 34                    | 9. Oktober 1943       | 16:10                 | La-5                  | Schtschutschunka                                       | 98♠                   | 95                    | 2. November 1943      | 15:15                 | Yak-9                 | nordöstlich von Ljutisch                                |
| 39 | 35                    | 9. October 1943       | 16:15                 | LaGG-3                | südlich von Yashnyky                                   | 99♠                   | 96                    | 2. November 1943      | 15:17                 | Yak-9                 | ost-südöstlich von Lyutezh                              |
| 40 | 36                    | 10. Oktober 1943      | 06:34                 | LaGG-3                | ost-nordöstlich von Yashnyky                           | 100♠                  | 97                    | 2. November 1943      | 15:18                 | Yak-9                 | ost-südöstlich von Lyutezh                              |
| 41 | 37                    | 10. Oktober 1943      | 06:38                 | LaGG-3                | nordöstlich von Yashnyky                               | 101♠                  | 98                    | 2. November 1943      | 15:19                 | Yak-9                 | westlich von Saimje                                     |
| 42 | 38                    | 10. Oktober 1943      | 16:12                 | La-5                  | östlich von Ljutesh                                    | 102♠                  | 99                    | 3. November 1943      | 09:31                 | Il-2                  | nordöstlich von Lyutezh                                 |
| 43 | 39                    | 11. Oktober 1943      | 06:10                 | P-40                  | östlich von Stracholessje                              | 103♠                  | 100                   | 3. November 1943      | 09:32                 | Il-2                  | nord-nordöstlich von Lyutezh                            |
| 44 | 40                    | 11. Oktober 1943      | 16:01                 | La-5                  | westlich von Yashnyky                                  | 104♠                  | 101                   | 3. November 1943      | 09:33                 | Il-2                  | nordöstlich von Kastarowitschi                          |
| 45 | 41                    | 11. Oktober 1943      | 16:02                 | La-5                  | westlich von Yashnyky                                  | 105♠                  | 102                   | 3. November 1943      | 09:35                 | Yak-7                 | nordöstlich von Kastarowitschi                          |
| 46 | 42                    | 11. Oktober 1943      | 16:03                 | La-5                  | westlic von Yashnyky                                   | 106♠                  | 103                   | 3. November 1943      | 09:36                 | Il-2                  | nordwestlich von Glebovka                               |
| 47 | 43                    | 12. October 1943      | 09:02                 | Pe-2                  | nördlich von Gorostaipol                               | 107♠                  | 104                   | 3. November 1943      | 09:40                 | Yak-7                 | öst-nordöstlich von Glebovka                            |
| 48 | 44                    | 12. Oktober 1943      | 10:47                 | Il-2                  | östlich von Gruschewo                                  | 108♠                  | 105                   | 3. November 1943      | 09:42                 | Yak-7                 | ost-nordöstlich von Glebovka                            |
| 49 | 45                    | 12. Oktober 1943      | 10:50                 | La-5                  | westlich von Grigorovka                                | 109♠                  | 106                   | 3. November 1943      | 13:00                 | La-5                  | ost-nordöstlich von Blistawizd                          |
| 50 | 46                    | 12. Oktober 1943      | 10:52                 | La-5                  | Dnepr                                                  | 110♠                  | 107                   | 3. November 1943      | 14:15                 | Il-2                  | östlich von Moschtschum                                 |
| 51♠ | 47                    | 13 October 1943       | 05:50                 | La-5                  | nordwestlich von Tschozki                              | 111♠                  | 108                   | 3. November 1943      | 14:16                 | Il-2                  | nördlich von Moschtschum                                |
| 52♠ | 48                    | 13. Oktober 1943      | 05:52                 | La-5                  | südlich von Sarubenzojezy                              | 112♠                  |                       | 3. November 1943      | 14:17                 | Il-2                  | nördlich von Wyschhorod                                 |
| 53♠ | 49                    | 13. Oktober 1943      | 05:58                 | La-5                  | südlich von Grigorovka                                 | 113♠                  | 109                   | 3. November 1943      | 14:20                 | La-5                  | nordwestlich von Vyshgorod                              |
| 54♠ | 50                    | 13. Oktober 1943      | 06:03                 | La-5                  | südwestlich von Sarubenzy                              | 114♠                  | 110                   | 3. November 1943      | 14:22                 | La-5                  | nördlich von Kiev                                       |
| 55♠ | 51                    | 13. Oktober 1943      | 06:05                 | Yak-7                 | north of Trachhtemirow                                 | 115♠                  | 111                   | 3. November 1943      | 14:23                 | Il-2                  | westlich von Valki                                      |
| 56♠ | 52                    | 13 October 1943       | 06:08                 | Yak-7                 | nord-nordwest von Grigorovka                           | 116♠                  | 112                   | 3. November 1943      | 14:45                 | Yak-9                 | östlich von Gostomel                                    |
| 57♠ | 53                    | 13. Oktober 1943      | 09:31                 | La-5                  | westlich von Trachhtemirow                             | 117♠                  | 113                   | 3. November 1943      | 14:46                 | Yak-9                 | westlich von Vyshgorod                                  |
| 58♠ | 54                    | 13. Oktober 1943      | 09:35                 | La-5                  | südöstlich von Grigorovka                              | 118♠                  | 114                   | 3. November 1943      | 14:48                 | Il-2                  | östlich von Gostomel                                    |
| 59♠ | 55                    | 13. Oktober 1943      | 09:40                 | Yak-7                 | südlich von Grigorovka                                 | 119♠                  | 115                   | 3. November 1943      | 14:49                 | Il-2                  | nördlich von Mostischtsche                              |
| 60♠ | 56                    | 13. Oktober 1943      | 15:55                 | Yak-7                 | nördlich von Yashnyky                                  |                       | 116                   | 4. November 1943      | 14:17                 | Il-2                  | nördlich von Vyshgorod                                  |
| 61♠ | 57                    | 21. Oktober 1943      | 09:32                 | La-5                  | südwestlich von Grigorovka                             | 120                   | 117                   | 28. November 1943     | 12:26                 | Il-2                  | östlich von Kotscherewo                                 |
| 62♠ | 58                    | 21. October 1943      | 09:34                 | La-5                  | nordwestlich von Grigorovka                            | 121                   | 118                   | 29. November 1943     | 07:29                 | La-5                  | westlich von Mestetschko                                |
| 63♠ | 59                    | 21. Oktober 1943      | 09:37                 | Yak-7                 | südöstlich von Yashnyky                                | 122                   | 119                   | 29. November 1943     | 10:32                 | Yak-9                 | südlich von Wnysokoye                                   |
| 64♠ | 60                    | 21. October 1943      | 09:38                 | Yak-7                 | süd-südöstlich von Yashnyky                            | 123                   | 120                   | 29. November 1943     | 10:34                 | Il-2                  | nordwestlich von Wnysokoye                              |
| 65♠ | 61                    | 21. October 1943      | 09:41                 | Il-2                  | nordwestlich von Rshischtschew                         | 124                   | 121                   | 30. November 1943     | 11:48                 | Il-2                  | nördlich von Nebryliza                                  |
| 66♠ | 62                    | 21. October 1943      | 12:10                 | Yak-9                 | südlich von Tschernischewa                             | 125                   | 122                   | 30. November 1943     | 11:49                 | Il-2                  | PQ 25 Ost 91562 20 km nord-nordwestlich von Zelenogorst |
| 67♠ | 63                    | 21. October 1943      | 12:11                 | Yak-9                 | südlich von Grigorovka                                 | 126                   | 123                   | 13. Dezember 1943     | 11:25                 | La-5                  | Nebryliza                                               |
| 68♠ | 64                    | 21. Oktober 1943      | 12:13                 | Yak-7                 | südlich von Trachtemirow                               | 127                   | 124                   | 15. Januar 1944       | 11:55                 | La-5                  | 15 km östlich von Samara                                |
| 69♠ | 65                    | 21. Oktober 1943      | 12:13                 | Yak-7                 | nördlich von Gruschewo                                 | 128                   | 125                   | 15. Januar 1944       | 11:56                 | La-5                  | 25 km östlich von Samara                                |
| 70♠ | 66                    | 21. Oktober 1943      | 14:46                 | Yak-7                 | südwestlich von Lassurzow                              | 129                   | 126                   | 25. März 1944         | 08:04                 | Yak-9                 | 40 km westlich von Selo                                 |
| 71♠ | 67                    | 21. Oktober 1943      | 14:48                 | Yak-7                 | südöstlich von Tschernishow                            | 130                   | 127                   | 25. März 1944         | 08:05                 | Yak-9                 | 40 km west-nordwestlich of Selo                         |
| 72♠ | 68                    | 21. Oktober 1943      | 14:49                 | Yak-9                 | südwestlich von Dobriza                                | 131                   | 128                   | 25. März 1944         | 08:12                 | Yak-9                 | Peipus-See, 20 km nordwestlich von Pskov                |
| 73♠ | 69                    | 22. Oktober 1943      | 06:20                 | La-5                  | südlich von Yashnyky                                   | 132                   | 129                   | 26. März 1944         | 10:20                 | Yak-9                 | 10 km west-südwest von Hungerburg                       |
| 74♠ | 70                    | 22. Oktober 1943      | 06:22                 | La-5                  | südwestlich von Yashnyky                               | 133                   | 130                   | 26. März 1944         | 13:40                 | P-40                  | 15 km südwestlich von Narva                             |
| 75♠ | 71                    | 22 October 1943       | 06:27                 | La-5                  | östlich von Gruschewo                                  | 134                   | 131                   | 26. März 1944         | 13:41                 | P-40                  | 15 km südwestlich von Narva                             |
| 76♠ | 72                    | 22. Oktober 1943      | 06:30                 | La-5                  | östlich von Jeu                                        | 135                   | 132                   | 1. April 1944         | 14:20                 | Yak-9                 | 10 km südlich von Pskov                                 |
| 77♠ | 73                    | 22. Oktober 1943      | 06:34                 | La-5                  | südlich von Tschernischew                              | 136                   | 133                   | 2. April 1944         | 11:15                 | Il-2                  | Umgebung von Selo                                       |
| 78♠ | 74                    | 22. Oktober 1943      | 12:10                 | Yak-9                 | nördlich von Yashnyky                                  | 137                   | 134                   | 2. April 1944         | 13:45                 | Yak-9                 | östlich von Ostrov                                      |
| 79♠ | 75                    | 22. Oktober 1943      | 12:11                 | Yak-9                 | östlich von Yashnyky                                   | 138                   | 135                   | 2. April 1944         | 13:46                 | Yak-9                 | 15 km nordwestlich von Ostrov                           |
| 80♠ | 76                    | 22. October 1943      | 12:16                 | Yak-7                 | süd-südöstlich von Yashnyky                            | 139                   | 136                   | 3. April 1944         | 11:07                 | Yak-9                 | 20 km südwestlich von Selo                              |
| 81♠ | 77                    | 22. October 1943      | 12:18                 | La-5                  | west-südwestlich von Yashnyky                          | 140                   | 137                   | 4. April 1944         | 11:42                 | Il-2                  | Umgebung von Selo                                       |
| 82♠ | 78                    | 23. Oktober 1943      | 15:12                 | Yak-9                 | südlich von Grigorovka                                 | 141                   | 138                   | 4. April 1944         | 11:43                 | Yak-9                 | Umgebung von Selo                                       |
| 83♠ | 79                    | 23. Oktober 1943      | 15:14                 | Yak-9                 | östlich von Gruschewo                                  | 142                   | 139                   | 4. April 1944         | 16:06                 | Yak-9                 | 20 km südwestlich von Selo                              |
| 84♠ | 80                    | 23. Oktober 1943      | 15:15                 | Yak-9                 | nord-nordöstlich von Yashnyky                          | 143                   | 140                   | 4. April 1944         | 16:08                 | Yak-9                 | Umgebung von Selo                                       |
| 85♠ | 81                    | 23. Oktober 1943      | 15:20                 | Yak-7                 | Dorfrand von Romaschki                                 | 144                   | 141                   | 6. April 1944         | 07:15                 | La-5                  | Umgebung von Selo                                       |
| 86♠ | 82                    | 23 October 1943       | 15:22                 | La-5                  | östlich von Rshitschtschew                             |                       |                       |                       |                       |                       |                                                         |
| – 9. Staffel des Jagdgeschwaders 54 – |                       |                       |                       |                       |                                                        |                       |                       |                       |                       |                       |                                                         |
| 145 | 142                   | 24. May 1944          | 11:42                 | B-17                  | PQ 15 Ost EG 6–9 Oranienburg                           | 154                   | 151                   | 20. Juni 1944         | 16:20                 | P-51                  | PQ 04 Ost N/AC-4 westlich von Saint-André-de-l’Eure     |
| 146 | 143                   | 28. Mai 1944          | 14:23                 | P-38                  | PQ 15 Ost FD 9 Tangermünde                             | 155                   | 152                   | 20. Juni 1944         | 16:21                 | P-51                  | PQ 04 Ost N/AB-6 nördlich von Breuteuil                 |
| 147 | 144                   | 8. Juni 1944          | 16:49                 | P-51                  | PQ 05 Ost S/UB-4 5 km nordwestlich von Bernay          | 156                   | 153                   | 24. Juni 1944         | 07:18                 | P-51                  | PQ 05 Ost S/UC-7/8 Évreux                               |
| 148 | 145                   | 11. Juni 1944         | 10:53                 | Lysander              | northeast of Caen                                      | 157                   | 154                   | 24. Juni 1944         | 07:19                 | P-51                  | PQ 05 Ost S/UC-7/8 Évreux                               |
| 149 | 146                   | 14. Juni 1944         | 07:29                 | P-47                  | PQ 04 Ost N/AC-3 Pacy-sur-Eure/Évreux                  | 158                   | 155                   | 24. Juni 1944         | 07:21                 | P-51                  | PQ 05 Ost S/UC-7/8 Évreux                               |
| 150 | 147                   | 14. Juni 1944         | 07:31                 | P-47                  | PQ 04 Ost N/AC-6 east of Saint-André-de-l'Eure         | 159                   | 156                   | 24. Juni 1944         | 07:22                 | P-51                  | PQ 05 Ost S/UC-7/8 Évreux                               |
| 151 | 148                   | 14. Juni 1944         | 07:32                 | P-47                  | PQ 04 Ost N/AC-4 Ivry-la-Bataille/Dreux                | 160                   | 157                   | 26. Juni 1944         | 11:03                 | Spitfire              | PQ 05 Ost S/UB-9/2 südöstlich von Bernay                |
| 152 | 149                   | 20. Juni 1944         | 16:17                 | P-51                  | PQ 04 Ost N/AC-5 Saint-André-de-l'Eure                 |                       | 158                   | 30. Juni 1944         | 06:50                 | unknown               |                                                         |
| 153 | 150                   | 20. Juni 1944         | 16:18                 | P-51                  | PQ 04 Ost N/AC-4 Saint-André-de-l'Eure                 |                       |                       |                       |                       |                       |                                                         |
| Anspruch* | Anspruch#             | Datum                 | Zeit                  | Flugzeugtyp           | Location                                               | Anspruch*             | Anspruch#             | Datum                 | Zeit                  | Type                  | Ort                                                     |
| – Stab II. Gruppe des Jagdgeschwaders 26 – |                       |                       |                       |                       |                                                        |                       |                       |                       |                       |                       |                                                         |
| 160 | 159                   | 9. Juli 1944          | 13:19                 | Spitfire              | Caen                                                   | 167                   | 166                   | 23. August 1944       | 13:40                 | Spitfire              | nördlich von Paris                                      |
| 161 | 160                   | 9. Juli 1944          | 13:21                 | Spitfire              | Caen                                                   | 168                   | 167                   | 25. August 1944       | 13:43                 | P-38                  | westlich von Beauvais                                   |
| 162 | 161                   | 9. Juli 1944          | 13:24                 | Spitfire              | Caen                                                   | 169                   | 168                   | 25. August 1944       | 13:45                 | P-38                  | östlich von Vernon                                      |
| 163 | 162                   | 15. August 1944       | 12:31                 | P-47                  | Rambouillet                                            | 170                   | 169                   | 25. August 1944       | 13:48                 | P-38                  | westlich von Beauvais                                   |
| 164 | 163                   | 15. August 1944       | 12:32                 | P-47                  | Rambouillet                                            | 171                   | 170                   | 26. August 1944       | 09:17                 | Spitfire              | east of Neufchâtel-en-Bray                              |
| 165 | 164                   | 19. August 1944       | 10:24                 | P-47                  | östlich von Vernon                                     | 174                   | 171                   | 26. August 1944       | 09:19                 | Spitfire              | Rouen                                                   |
| 166 | 165                   | 23. August 1944       | 13:38                 | Spitfire              | nordöstlich von Paris                                  | 173                   | 172                   | 26. August 1944       | 14:28                 | Spitfire              | east of Rouen                                           |

### Auszeichnungen
- Kriegsverdienstkreuz 2. Klasse mit Schwertern (24. Oktober 1940)
- Frontflugspange für Jagdflieger
  - in Bronze (23. März 1943)
  - Silber (14. Mai 1943)
  - Gold (25. Juni 1943)
- Ehrenpokal der Luftwaffe (27. Oktober 1943)
- Deutsches Kreuz in Gold on 25. November 1943 als Leutnant im II./Jagdgeschwader 54
- Eisernes Kreuz
  - II Klasse (13. Juni 1943)
  - I Klasse (2. August 1943)
- Ritterkreuz des Eisernen Kreuzes mit Eichenlaub
  - Ritterkreuz am 22. November 1943 als Leutnant und Staffelkapitän der 9./Jagdgeschwader 54
  - Eichenlaub am 11. April 1944 als Oberleutnant und Staffelkapitän der 9./Jagdgeschwader 54